# Jean-François Lamour
Jean-François Lamour (Parigi, 2 febbraio 1956) è un politico ed ex schermidore francese, vincitore di due medaglie d'oro, una d'argento e due di bronzo nella scherma ai giochi olimpici.

## Biografia
Terminata la carriera sportiva è entrato in politica, arrivando a ricoprire la carica di Ministro per lo Sport (da maggio 2002 a marzo 2004) e Ministro della gioventù, dello sport e del volontariato (da marzo 2004 a maggio 2007).